# Bhagavan
Bhagavan (Sanskriet: Bhagavana van bhaga = spirituele uitstraling of een combinatie van zes kwaliteiten en ga = het Wezen waarnaar alle microkosmossen terugkeren, met achtervoegsel vana) is een van de benamingen voor God, met name als aanduiding van een goddelijke persoonlijkheid zoals Krishna of Shiva, maar ook wel gebruikt als eretitel voor bepaalde gerealiseerde persoonlijkheden, bijvoorbeeld Gautama Boeddha.
Het bha uit Bhagavan betekent bheti bhasayate lokan - iemand die alle loka's verlicht met zijn aura door de bovenmenselijke uitnemendheid van oneindige vitaliteit, wijsheid en grootsheid en die dat licht (alleen) van zichzelf heeft.
Het ga betekent Ityagacchatyajasram gacchati yasmin ima praja agacchati yasmat - "het Wezen, de Entiteit naar wie alle microkosmossen terugkeren": gacchati = "gaat"; yasmin = naar wie; agacchati yasmat = "van wie alle jiiva's afkomstig zijn".
Bhaga betekent echter ook een combinatie van zes bovenmenselijke kwaliteiten: aeshvarya, viirya, yasha, shrii, jinana en vaeragya.
1. Aeshvarya: betekent occult vermogen. De aeshvarya's zijn: anima, mahima, laghima, prapti, iishitva, vashitva, prakamya en antaryamitva. Occult betekent letterlijk: 'dat wat komt als resultaat van (het volgen van) een cultus'.
2. Viirya: betekent "heldenmoed". Wiens aanwezigheid angst inboezemt bij zijn vijanden, wie goed kan besturen en anderen aanzetten tot actie en naar eigen wil overweldigende gelaatstrekken kan aannemen heeft viirya.
3. Yasha: betekent roem. De acties van Bhagavan roepen zowel positieve roem als verguizing en laster (apayasha) op.
4. Shrii: Sha is de akoestische wortel van rajoguna (het veranderende grondbeginsel) en ra is de akoestische wortel van energie. Shrii betekent "de macht om aan te trekken" - een unieke combinatie van veranderende schittering en innerlijke vitaliteit. Ook gewone mensen in India voegen het voorvoegsel aan hun naam toe als ze deze kwaliteit wensen te krijgen.
5. Jinanam: in de betekenis van spirituele kennis of parajinana (zelfkennis) of atmajinana. Andere vormen van kennis zijn hiervan afgeleide kennis (reflecties van zelfkennis).
6. Vaeragya betekent "onthechtheid", van voorvoegsel vi, het wortelwerkwoord rainj en achtervoegsel ghain. Rainj betekent de geest bevrijden van alle kleuren, alle verlangens en aspiraties,

Samen heten deze zes kwaliteiten bhaga en wie ze al deze zes kwaliteiten heeft noemt men Bhagavan. Maar de titel wordt ook aan anderen, zoals sommige moderne spirituele leiders, gegeven.